# عفاف رشاد
عفاف رشاد (2 مايو 1957 -)، ممثلة مصرية.

## عن حياتها
تخرجت من «المعهد العالي للكونسير فتوار» شاركت بالعديد من الأعمال التلفزيونية والمسرحية، تزوجت لفترة من الفنان سامي العدل ثم انفصلا بعدها تزوجت من المنتج محمد السبكي ثم انفصلا.

## أعمالها

### من الأفلام
- 2001: لحظات حب
- المحترفون.
- لن أغفر أبدا (1981).
- نساء خلف القضبان.
- العذراء والشعر الأبيض.
- قلب الأسد.
- عبده موتة.
- سمير أبو النيل.
- القشاش.
- عزازيل ابن الشيطان.
- ناشط في حركة عيال.
- آخر ديك في مصر.
- الحوت الأزرق.

### من المسلسلات
- ورا كل باب ج 2
- زواج سعيد جدا.
- نساء في الغربة.
- آدم وجميلة.
- ليلة هروب
- عمارة يعقوبيان (مسلسل)عمارة يعقوبيان (مسلسل)
- أستاذ ورئيس قسم (مسلسل)
- النساء يعترفن سرا

### من المسرحيات
- خرابيش.

## وصلات خارجية
- عفاف رشاد على موقع الدهليز
- عفاف رشاد على موقع قاعدة بيانات الأفلام العربية